# Тихорут
Тихорут — село в Куйтунском районе Иркутской области России. Входит в состав Ленинского муниципального образования.

## География
Находится примерно в 188 км к западу от районного центра.

## Население
| 2002 | 2010 | 2011 | 2012 |
| ---- | ---- | ---- | ---- |
| 242  | ↘136 | ↘135 | ↘129 |

По данным Всероссийской переписи, в 2010 году в селе проживало 136 человек (64 мужчины и 72 женщины).